# Deferentografia
La deferentografia (conosciuta anche con il nome di vesciculo-deferentografia) è un'indagine strumentale che viene condotta per valutare la morfologia e la pervietà delle vescicole seminali e dei dotti deferenti mediante iniezione di un mezzo di contrasto.
Viene condotta per verificare la assenza delle strutture citate per difetti congeniti o eventuali ostruzioni, dovute a infezioni o postumi di interventi chirurgici e riveste importanza nello studio della sterilità maschile.

## Storia
Nel 1895 Klotz e Wassefield realizzarono un primo tentativo di visualizzazione dei dotti eiaculatori attraverso l'uretroscopia diretta. Fu solo nel 1913 che Belfield realizzò la prima iniezione di mezzo di contrasto nel dotto deferente. Nel 1929 Sargent, a seguire nel 1939 Wilhelm e successivamente nel 1953 Pereira applicarono la tecnica allo studio della morfologia, delle infezioni, delle ostruzioni e delle malformazioni dei dotti. Nello stesso anno l'italiano Loizzi in uno studio effettuato su cani ed uomini affermava che l'uso del mezzo di contrasto nella deferentografia non causava alterazioni tissutali quando si comparavano i dotti iniettati rispetto ai controlli. Anche gli studi di Gordon e Clahassey effettuati su modelli animali giunsero alla conclusione che la tecnica era sicura ed innocua. La complicanza maggiore della deferentografia è infatti l'occlusione del canale deferente per formazione di un granuloma spermatico.

## Procedura
L'approccio tradizionale di tipo chirurgico prevede che, previa anestesia locale, si esteriorizzino i dotti deferenti e si proceda poi ad un incannulamento del lume con un ago butterfly 25G corto od in alternativa si proceda ad una deferentotomia. A questo punto diviene possibile iniettare un mezzo di contrasto non ionico nelle vie seminali. Vengono eseguiti una serie di radiogrammi seriati che possono essere ripresi e seguiti in tempo reale su un monitor. Gradualmente si assiste alla opacizzazione del dotto deferente, delle ampolle defrenziali, delle vescicole seminali dei dotti eiaculatori e, da ultimo, si può osservare il reflusso del mezzo di contrasto nella vescica.

## Complicanze
- Stenosi del dotto deferente (da incannulamento o reazione al mezzo di contrasto)
- Ischemia (da trazione, lesione o spasmo dei vasi deferenziali durante l'esposizione del dotto)
- Granuloma spermatico
- Ematoma

## Procedura per via transperineale e transrettale
Al fine di ridurre le possibili complicanze legate all'approccio di tipo chirurgico per la preparazione dei dotti deferenti alcuni Autori hanno proposto un accesso per via transperineale, sotto guida ecografica. Sostanzialmente sotto controllo ecografico, previa anestesia locale, si penetra a livello perineale con un ago 18 G, si cerca di aspirare materiale dalla vescichetta (onde caratterizzare numero e morfologia degli spermatozoi), quindi si provvede ad iniettare del mezzo di contrasto direttamente sotto scopia radiologica.
Successivamente altri Autori approcciarono le vescichette seminali per via transrettale, ricorrendo ad una sonda ecografica end-fire (convessa), utilizzando aghi 17G di 30 cm di lunghezza. Tale tipo di approccio risulta meno doloroso, anche se, in via teorica, espone ad un maggior rischio di infezione.

## Considerazioni finali
L'indagine è stata ampiamente rimpiazzata dalla TC e dall'imaging a risonanza magnetica e tuttavia resta indicata in casi selezionati, specialmente in associazione con altre indagini, quali ad esempio tecniche chirurgiche che permettono attraverso il lavaggio dei dotti deferenti (seminal tract washout), di ottenere spermatozoi.